# Braumalz

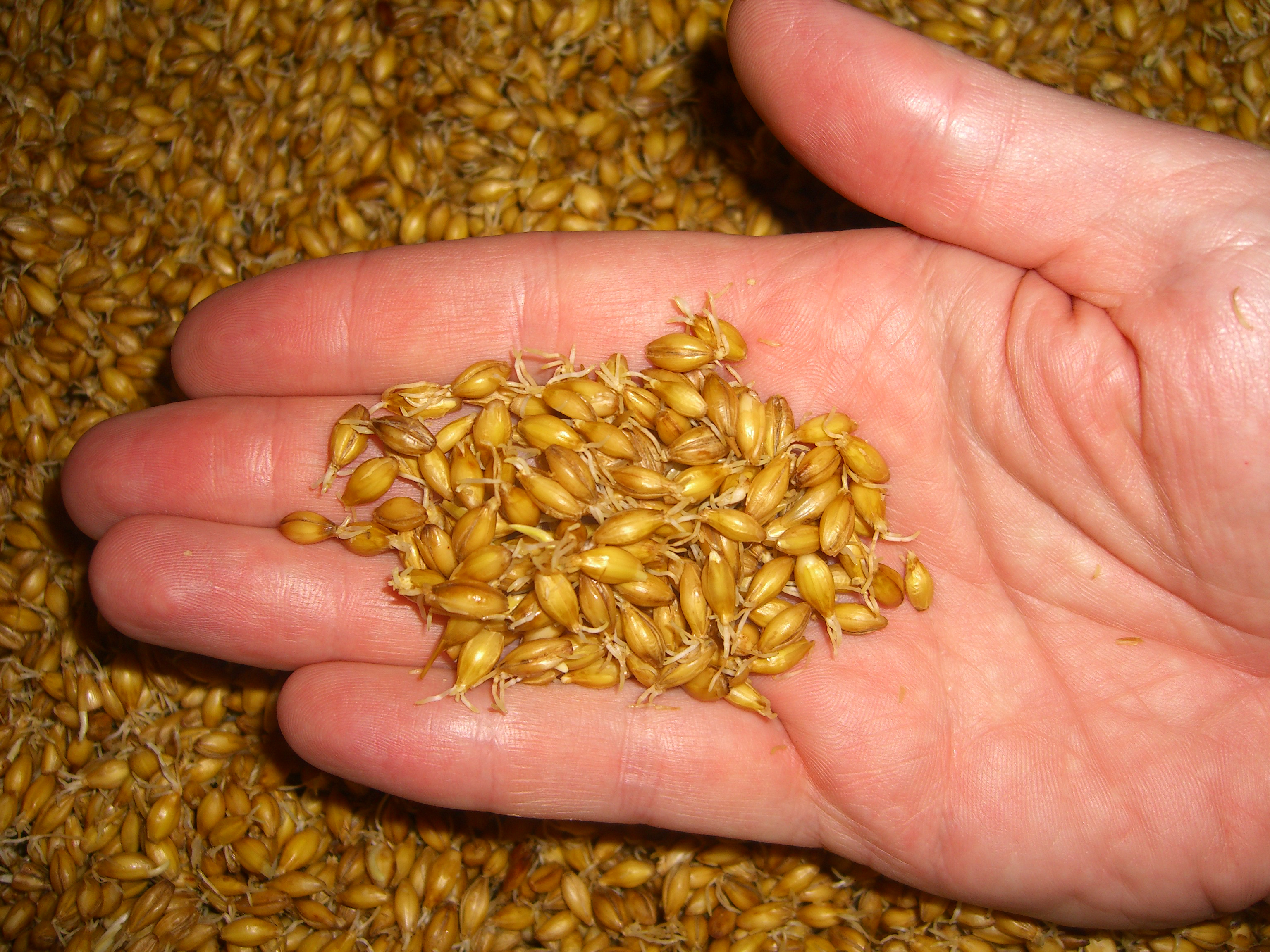
Gerstenmalz in der Produktion

Braumalz ist Malz, das speziell auf die Anforderungen der Herstellung von Bier ausgerichtet ist.
Für Brauereizwecke wird heute in Deutschland vorwiegend Gerste vermälzt. Das hat mehrere, teils historische Gründe:
- Gerste wächst auch auf schlechten Böden, die für Weizen ungeeignet sind, zudem ist sie zum Backen kaum geeignet, kann also auch bei Backgetreideknappheit bedenkenlos verbraut werden. Deshalb gab es in der Geschichte oft Bestrebungen, Bier aus anderem Getreide zu verbieten.
- Gerste verfügt über eine stabile Kornhülle (Spelze), die beim Läutern (Trennen der Bierwürze von den festen Bestandteilen nach dem Maischen) als natürliches Filterbett dient.
- Gerste hat einen ausgeprägten, kernigen Eigengeschmack, der dem Bier einen „Körper“ gibt.

Die Brauer verwenden fast ausschließlich zweizeilige Sommergerste, derzeit wird lediglich eine Wintergersten-Sorte zur Verwendung empfohlen. In den USA wurde früher hauptsächlich sechszeilige Gerste vermälzt, weil diese wegen ihres höheren Enzym- und Proteingehalts bessere Braueigenschaften für das Maischen hoher Anteile unvermälzter Getreide wie etwa Reis oder Mais zeigte.
Natürlich kann zum Brauen aber im Prinzip jede Getreidesorte vermälzt werden. Neben Gerste kommt besonders häufig Weizen zum Einsatz, seltener Roggen und Dinkel. Eher unüblich in Deutschland, wenn auch nicht ohne Reiz, ist der Einsatz von Malz aus Emmer, Einkorn, Hirse, und weiteren Getreidesorten, deren eher ungünstige Braueigenschaften jedoch zu deutlich mehr Verarbeitungsaufwand führen. In Südamerika und auch in Mexiko wird hingegen meist Mais zu Braumalz verarbeitet.

## Herstellung

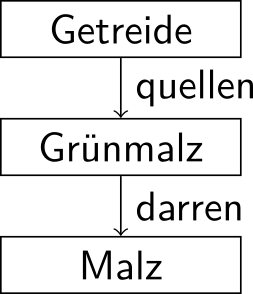

Zuerst werden die Körner maschinell gereinigt und sortiert. Anschließend quillt das Getreide 1–2 Tage im Wasser, es beginnt zu keimen. Durch die Quellung wird einerseits die im Mehlkörper des Getreidekorns enthaltene unlösliche Stärke hydratisiert. Zum anderen werden die in der Außenschicht des Korns enthaltenen Enzyme aktiviert, die später – bei der Herstellung der Bierwürze – die Stärke schrittweise zu Malzzucker (Maltose) aufspalten sollen. Bevor letzteres geschieht, wird jedoch die Keimung des Grünmalzes durch Darren abgebrochen. Beim Darren wird das Malz durch heiße Luft getrocknet, die Keime werden danach entfernt. Das fertige Braumalz enthält also neben nicht oder nur teilweise (z. B. bei Karamellmalzen) aufgespaltener Stärke vor allem: aktivierte, stärkespaltende Enzyme, die aber durch die Trocknung vorübergehend nicht arbeiten.
Je nach Herstellungsprozess erzielt man mit unterschiedlichen Malzen unterschiedliche Farbstärken im fertigen Bier. Die Färbekraft von Malzen wird mit der Einheit EBC angegeben. Das Darren hat Einfluss auf die Farbe und den Geschmack des Bieres.
Helles Malz wird bei etwa 80 °C, dunkles Malz bei etwa 100 °C, Farbmalz bei etwa 220 °C gedarrt.
Nach dem Darren wird das Malz von Wurzelkeimen befreit, entstaubt, poliert und in Silos eingelagert.
Der Eiweißlösungsgrad wird mit der Kolbachzahl festgestellt.

## Unterscheidungen der Malze

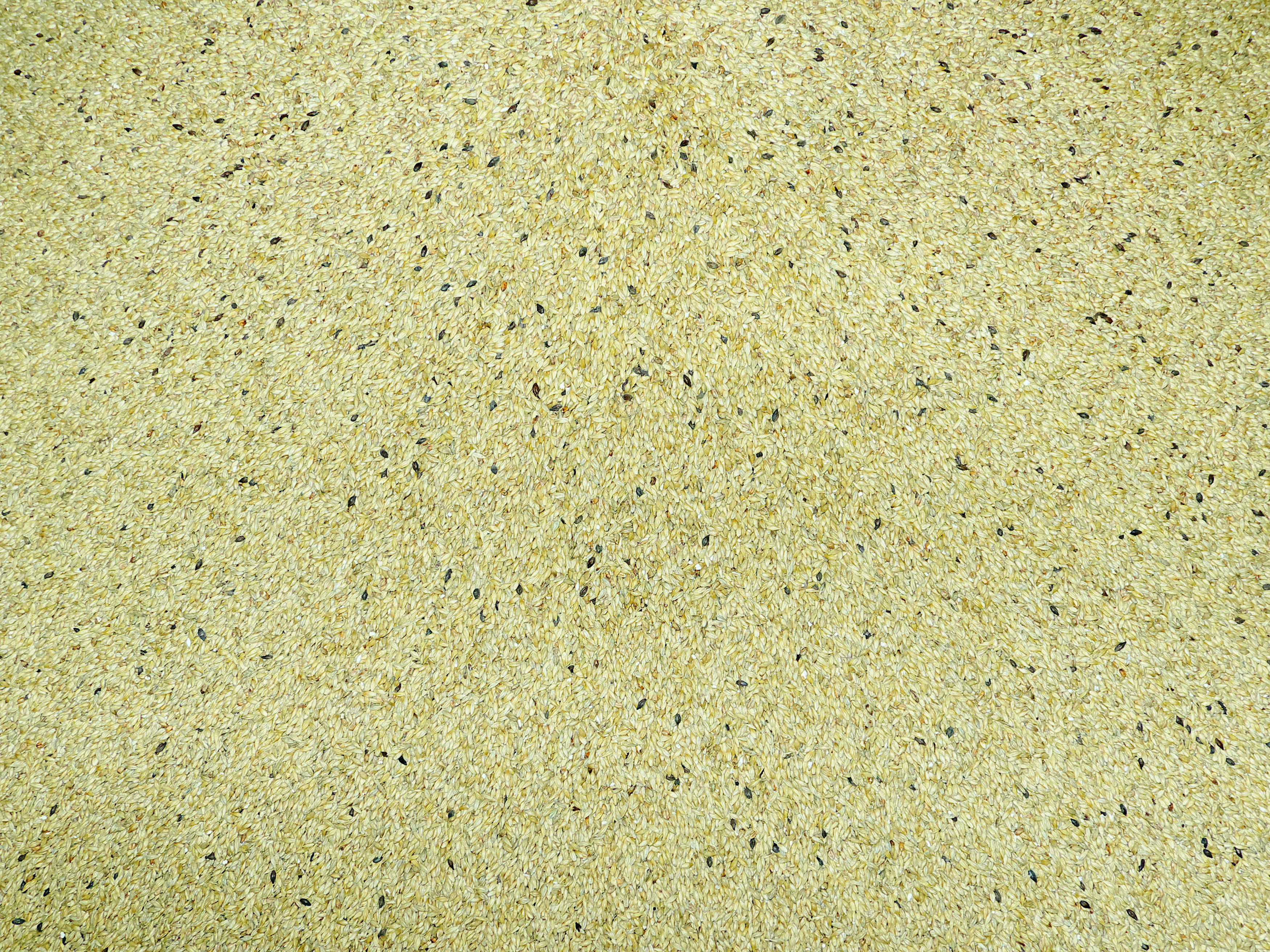
Braumalzmischung in der Schüttung der Schrotmühle einer Brauerei

Malze unterteilt man zudem je nach möglichem prozentualem Anteil an der sogenannten Schüttung, d. h. der Malzmischung des Bieres, in
- Basismalze und
- Spezialmalze (s. u.).

Innerhalb dieser Gruppen kann man die Malze je nach verwendetem Getreide unterscheiden in
- Gerstenmalze aus zweizeiliger Sommergerste
- Gerstenmalze aus zwei- oder sechszeiliger Wintergerste
- Weizenmalze
- Roggenmalze

Je nach Art des Anbaus des Getreides können wiederum unterschieden werden:
- Biomalze
- Malze aus integriert kontrolliertem Anbau
- konventionelle Malze.

## Basismalze
Als Basismalze werden alle Malze bezeichnet, die einen großen Anteil an der Malzmenge (Schüttung) eines Bieres ausmachen und deren Eigenschaften den Einsatz in großen Mengen erlauben.

### Pilsner Malz
Das weltweit am meisten verwendete Basismalz, das ausschließlich aus Gerste hergestellt wird. In anderen Ländern wird es auch oft als Lagermalz (zum Brauen von Lagerbieren) oder als sehr helles Malz (Extra Pale Malt) bezeichnet. Es ist besonders hell und kann als Basis für alle Biersorten verwendet werden (dunkle Biere werden zum Teil nur durch Farbmalz eingefärbt). Es wird bei etwa 80 °C gedarrt und hat eine Farbstärke von 2–3 EBC. Zur Herstellung von Pilsner, Hellem und anderen hellen Bieren ist es unverzichtbar.

### Pale-Ale-Malz
Gerstenmalz, das farblich zwischen Pilsner und Wiener Malz liegt. Es ist eher im angelsächsischen Raum gebräuchlich, wo man in besonderen Maischverfahren (auf die dieses Malz abgestimmt ist, bzw. umgekehrt) hieraus das beliebte Pale Ale in seinen zahlreichen Varianten braut. Dieses Malz wird im Englischen schlicht als Pale Malt bezeichnet.

### Wiener Malz
Gerstenmalz, das sich vom Pilsner Malz durch eine etwas kräftigere Farbstärke (ca. 10 EBC) unterscheidet und bei etwa 90 °C gedarrt wird. Es wird für Festbiere und Märzenbier verwendet.
Historisch entstand dieser Malztyp aus dem Englischen Pale Malt. Der österreichische Bierbrauer Anton Dreher lernte auf einer Studienreise nach England und Schottland im Jahr 1833 die Herstellung von hellen, rauchfrei gedarrten Malzen kennen, und entwickelte daraus das Wiener Malz.

### Münchner Malz
Gerstenmalz, das eine noch stärkere Farbtiefe als Pilsener und Wiener Malz aufweist und bei etwa 100 °C gedarrt wird. Es ist die Hauptzutat für malzige, dunklere Biere und wird in verschiedenen Farbstärken (zwischen 15 und 70 EBC) geliefert. Neben der dunkleren Farbe hat dieses Malz meist auch ein ausgeprägtes malzaromatisches Aroma, weshalb es beim Brauen nicht nur zur Färbung, sondern auch zur Intensivierung des Geschmackes eingesetzt wird.

### Weizenmalz
Wird im Gegensatz zu den vorgenannten Malzen aus Weizen statt aus Braugerste hergestellt. Als Brauweizen wird normaler Weizen mit niedrigem Proteingehalt, guter Sortierung und Keimfähigkeit verwendet. Da Weizen keine Spelze besitzt und daher im Läuterbottich der Brauerei keine nennenswerte Treberschicht bildet, wird für Weizenbier meist nur ein Anteil bis maximal 60 Prozent Weizenmalz verwendet. Weizenmalz kann neben dem gebräuchlichen hellen Weizenmalz auch als dunkles Weizenmalz hergestellt werden.

## Spezialmalze
Spezialmalze werden nur in einem geringen prozentualen Anteil an der Schüttung eines Bieres und nur in Verbindung mit Basismalzen verwendet. Sie dienen der Verfeinerung oder Differenzierung von Bieren und Biertypen oder der Kompensation unerwünschter Eigenschaften der Basismalze oder des Brauwassers.

### Karamellmalze
Während Basismalze die Stärke und Enzyme liefern, die zur Gewinnung vergärbarer Zucker nötig sind, enthalten diese Malze bereits in speziellen Verfahren karamellisierte und nicht mehr vergärbare Zucker. Sie dienen der Erhöhung der Vollmundigkeit und liefern eine gewisse Süße, was besonders bei Festbieren erwünscht ist. Es gibt sie in allen erdenklichen Farbstufen zwischen Farbeinheiten von ca. fünf EBC und 1300 EBC. Mit ihnen kann man auch vorzüglich den Vergärungsgrad und damit die Bildung von Alkohol steuern, was bei der Herstellung von Leichtbieren interessant ist.

### Melanoidinmalz
Diese enthalten durch einen speziellen Darrprozess besonders viele Dextrine, die dem Bier einen kernigeren Geschmack geben. So kann man einem Bier, bei dem kein Dekoktionsverfahren (bei dem ein Teil der Maische kräftig gekocht wird) zum Einsatz kam, dennoch die dort typischen Aromen zufügen. Es hat eine deutlich rötliche Farbwirkung und liegt meist bei ca. 50–80 EBC.

### Sauermalz
Es wird vor dem Darren einer natürlichen Säuerung mit Laktobazillen unterzogen. Durch die Verschiebung des pH-Werts der Maische können ungünstige Eigenschaften des Brauwassers (wie ein ungünstiges Karbonathärteverhältnis) teilweise abgefangen werden, ohne dass das Wasser aufwändig behandelt werden muss.

### Röstmalz (Farbmalz)
Hierbei handelt es sich um Malz, das besonders lange und heiß gedarrt wird, sodass es sich durch und durch tiefbraun bis schwarz verfärbt. Es wird vornehmlich zum Verstärken der Bierfarbe verwendet, jedoch auch wegen seines intensiven Röstaromas, das entfernt an herbe Schokolade oder Kaffee (vgl. Malzkaffee) erinnert, eingesetzt. Da beim Rösten von Gerste die Kornhüllen (Spelzen) schnell verkohlen und so zu einem unangenehm brenzligen Geschmack führen können, wird Röstmalz meist aus entspelzter Gerste hergestellt. Eine typische Spezialität mit Röstmalz ist Schwarzbier. Vereinzelt kommt auch Weizenröstmalz zum Einsatz, etwa in einigen dunklen Weißbieren.

### Rauchmalz
Rauchmalz wird im Rauch gedarrt, um daraus Rauchbier herzustellen. Während bis ins 19. Jahrhundert quasi alle gedarrten (d. h. nicht ausschließlich an der Luft getrockneten) Malze Rauchmalze waren, führte die Einführung von rauchfreien, sog. „englischen“ Darren dazu, dass Rauchmalze immer weiter zurückgedrängt und Rauchbiere zu Nischenprodukten wurden.
Heutzutage existieren in Deutschland noch zwei Brauereien, die ihr eigenes Rauchmalz herstellen, die Brauereien Heller (Schlenkerla) und Spezial in Bamberg. Einige deutsche Mälzereien stellen Gersten- und Weizenrauchmalze, oft geräuchert mit Buchen- oder Eichenholz, her. Manche amerikanischen „Craft“-Mälzereien haben sich auf die Produktion speziellerer Rauchmalzsorten spezialisiert, etwa aus ungewöhnlichen Getreidesorten wie Hafer, oder mit verschiedenen Holzsorten wie Erle, Birke oder Kirsche.

## Historische Malze
Neben den bestehenden Basis- und Spezialmalzen wurden historisch auch weitere Malzsorten hergestellt, die heutzutage nicht mehr oder nur noch in sehr kleinen Chargen gemälzt werden. Der Grund dafür liegt meistens in einem wenig effizienten Herstellungsprozess oder einer nur geringen Sudhausausbeute im Vergleich zu modernen Malzsorten.

### Luftmalz
Luftmalz wurde nicht gedarrt, sondern nach der Keimung an der Luft getrocknet. Historisch war dies lange Zeit die einzige Möglichkeit, ein sehr helles Malz ohne Rauchgeschmack herzustellen. Der Trocknungsprozess dauerte länger und war nicht so vollständig wie bei dunkleren gedarrten Malzen, was später die Gefahr für Schimmelbefall erhöhte.
Luftmalz konnte aus Gerste und Weizen gemälzt werden und bildete historisch die Grundlage für Weißbier.

### Diastatisches Braunmalz
Diastatisches Braunmalz bildete die Grundlage für Porter und Stout, welche historisch aus bis zu 100 % braunem Malz gebraut wurden. Es wurde bei hohen Temperaturen mittels Stroh relativ schnell getrocknet. Das Stroh erlaubte hohe Temperaturen ohne dem Malz einen wesentlichen Rauchgeschmack mitzugeben. Durch diesen speziellen Prozess waren die Malzkörner äußerlich sehr dunkel und fast verbrannt, besaßen aber noch genug enzymatische Kraft, um die enthaltene Stärke beim Maischen vollständig zu verzuckern.
Mit der Erfindung des Hydrometers wurde schließlich festgestellt, dass die Sudhausausbeute von braunem Malz um etwa 20 % geringer war als die von hellen Malzen, und so stiegen viele Brauer von braunem Malz auf eine Kombination von hellem Malz und Farbmalz um. Moderne Braunmalze, wie sie teilweise noch für die Herstellung von Porter und Stout in Verwendung sind, werden ähnlich wie Farbmalze bei höheren Temperaturen geröstet und haben daher im Gegensatz zu den historischen Malzen keine enzymatische Kraft mehr.

## Sonstiges
1868 trat das Gesetz wegen Besteuerung des Braumalzes in verschiedenen zum Norddeutschen Bunde gehörenden Staaten und Gebietstheilen in Kraft.